# Justyna (film)
Justyna – polski film obyczajowy z 1978 roku w reż. Gerarda Zalewskiego. Część dyptyku (drugi film cyklu to Dorota). Adaptacja powieści Ewy Ostrowskiej pt. ...między nami niebotyczne góry.

## Opis fabuły
Tytułowa Justyna to żona Karola i matka jego dwójki dzieci. Po latach małżeństwa zaczyna mieć dość roli „kury domowej”, jaką przypisał jej robiący karierę mąż – dyrektor dużego kombinatu. Marzy o rozpoczęciu pracy i niezależności, czego wyrazem ma być próba powrotu do przerwanych przed laty studiów aktorskich. Kończy się ona niepowodzeniem, takim samym jak jej starania o pracę w teatrze. Coraz bardziej sfrustrowana kobieta decyduje się w końcu na rozwód, czego nie przyjmuje do wiadomości Karol, wyjeżdżając na lukratywny kontrakt zagraniczny.

## Obsada aktorska
- Anna Chodakowska – Justyna Michalewska
- Kazimierz Kaczor – Karol Michalewski, mąż Justyny
- Irena Karel – aktorka Teresa, przyjaciółka Justyny
- Jan Englert – reżyser Tadeusz, partner Teresy
- Jerzy Góralczyk(inne języki) – aktor Henryk, dawny narzeczony Justyny
- Maria Klejdysz – członek rodziny Karola
- Danuta Kowalska – Małgosia, narzeczona Ryszarda
- Jadwiga Kuryluk – matka Karola
- Stanisław Bieliński – przedstawiciel dyrekcji kombinatu na otwarciu teatru
- Tadeusz Bogucki – szef Bartczaka
- Bohdan Ejmont – urzędnik przemawiający na otwarciu teatru
- Paweł Wawrzecki – Ryszard, brat Karola
- Marian Krawczyk – podwładny Michalewskiego

i inni